# Liste der Baudenkmäler in Philippsreut

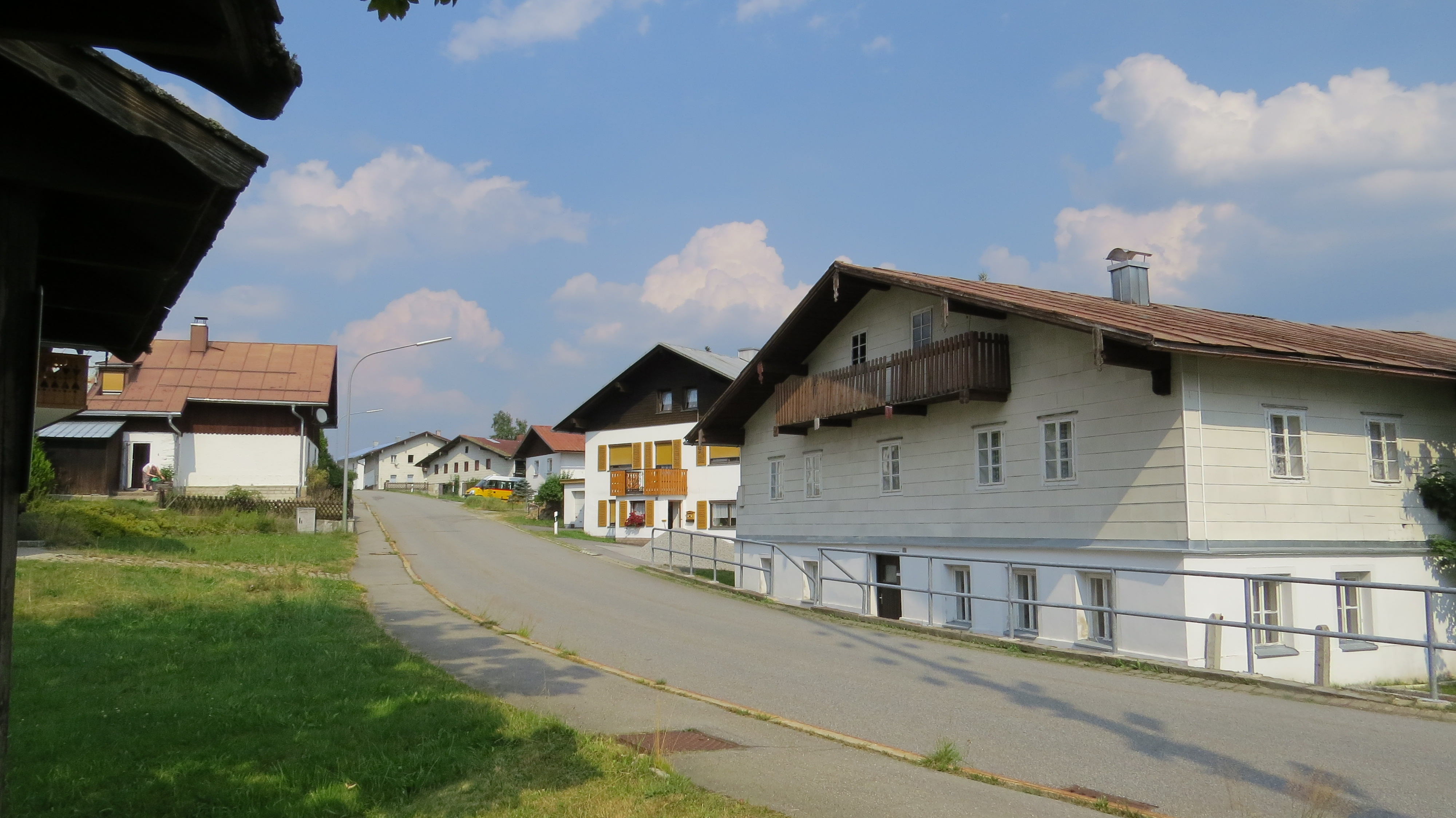
Hauptstraße in Philippsreut

Auf dieser Seite sind die Baudenkmäler in der niederbayerischen Gemeinde Philippsreut zusammengestellt. Diese Tabelle ist eine Teilliste der Liste der Baudenkmäler in Bayern. Grundlage ist die Bayerische Denkmalliste, die auf Basis des Bayerischen Denkmalschutzgesetzes vom 1. Oktober 1973 erstmals erstellt wurde und seither durch das Bayerische Landesamt für Denkmalpflege geführt wird. Die folgenden Angaben ersetzen nicht die rechtsverbindliche Auskunft der Denkmalschutzbehörde.

## Baudenkmäler nach Ortsteilen

### Philippsreut
| Lage                      | Objekt                                         | Beschreibung | Akten-Nr.     | Bild                 |
| ------------------------- | ---------------------------------------------- | --- | ------------- | -------------------- |
| Hauptstraße 19 (Standort) | Ehemaliges Pfarrhaus                           | Eineinhalbgeschossiger Satteldachbau mit Giebelreiter, gefugtes Bruchsteinmauerwerk, 1927.                                                               | D-2-72-139-16 | Ehemaliges Pfarrhaus |
| Hauptstraße 21 (Standort) | Katholische Expositurkirche St. Karl Borromäus | Saalkirche mit Satteldach und wenig eingezogenem Kastenchor, Turm zur Südwestecke mit Spitzhelm, gefugtes Bruchsteinmauerwerk, 1946–50; mit Ausstattung. | D-2-72-139-1  | weitere Bilder       |

### Alpe
| Lage              | Objekt     | Beschreibung | Akten-Nr.    | Bild       |
| ----------------- | ---------- | --- | ------------ | ---------- |
| Alpe 4 (Standort) | Bauernhaus | Eineinhalbgeschossiger Flachsatteldachbau, Obergeschoss verschindelter Blockbau, mit Giebelschrot, 18./19. Jahrhundert. | D-2-72-139-2 | Bauernhaus |

### Hinterfirmiansreut
| Lage                                | Objekt                            | Beschreibung | Akten-Nr.     | Bild                              |
| ----------------------------------- | --------------------------------- | --- | ------------- | --------------------------------- |
| Hauswiesen; Lindenstraße (Standort) | Wegekreuz                         | Kruzifix, Holz, farbig gefasst, mit Schutzdach, 19. Jahrhundert; unter großem Lindenbaum, wohl im 18. Jahrhundert gesetzt. | D-2-72-139-5  | BW                                |
| Lindenstraße 1 (Standort)           | Ehemaliges Forsthaus              | Eingeschossiger Flachsatteldachbau mit Kniestock, Erdgeschoss Quadermauerwerk, darüber Blockbau mit Verbretterung, mit Giebelschrot, 1856/57; Wirtschaftsgebäude, eingeschossiger Zweiflügelbau mit Flachsatteldach, Mittelrisalit mit Kniestock, Quadermauerwerk, zum Teil Blockbau, gleichzeitig. | D-2-72-139-13 | BW                                |
| Lindenstraße 8 (Standort)           | Ehemaliges Bauernhaus             | Zweigeschossiger Flachsatteldachbau, Blockbau mit Giebelschrot, großteils verbrettert, Ende 18. Jahrhundert, erstes Viertel 20. Jahrhundert erneuert. | D-2-72-139-4  | BW                                |
| Lindenstraße 15 (Standort)          | Waldlerhaus, zuletzt Ausnahmshaus | zuletzt als Ausnahmshaus, Blockhaus mit Flachsatteldach und zwei profilierten Türstürzen, 18./19. Jahrhundert | D-2-72-139-3  | Waldlerhaus, zuletzt Ausnahmshaus |

### Mitterfirmiansreut
| Lage                                 | Objekt                                 | Beschreibung | Akten-Nr.    | Bild           |
| ------------------------------------ | -------------------------------------- | --- | ------------ | -------------- |
| Bischof-Firmian-Straße 15 (Standort) | Katholische Expositurkirche St. Joseph | Saalkirche mit Satteldach und kaum eingezogenem Kastenchor, gedrungener Chorturm mit Steildach, gefugtes Bruchsteinmauerwerk, 1930; mit Ausstattung. | D-2-72-139-6 | weitere Bilder |
| Bischof-Firmian-Straße 38 (Standort) | Kleinbauernhaus                        | Eingeschossiger traufständiger Flachsatteldachbau, mit Kniestock und Giebelschrot, Erdgeschoss massiv, darüber Blockbau, Anfang 19. Jahrhundert.     | D-2-72-139-7 | BW             |
| Bischof-Firmian-Straße 45 (Standort) | Bauernhaus                             | Eineinhalbgeschossiger Satteldachbau, Blockbau, zum Teil Bruchsteinmauerwerk, erstes Viertel 19. Jahrhundert.                                        | D-2-72-139-8 | BW             |

### Vorderfirmiansreut
| Lage                       | Objekt          | Beschreibung | Akten-Nr.     | Bild       |
| -------------------------- | --------------- | --- | ------------- | ---------- |
| Dorfstraße 3 (Standort)    | Bauernhaus      | Zweigeschossiger Flachsatteldachbau, verbretterter Blockbau auf Bruchsteinsockel, nach Westen anschließend zweigeschossiger Stadel, Holzständerwerk mit Flachsatteldach, zweites Drittel 19. Jahrhundert. | D-2-72-139-10 | Bauernhaus |
| Dorfstraße 11 (Standort)   | Einfirsthof     | Zweigeschossiger Flachsatteldachbau, Erdgeschoss Bruchsteinmauerwerk, Obergeschoss verschalter Blockbau, um 1840/50.                                                                                      | D-2-72-139-11 | BW         |
| Nähe Dorfstraße (Standort) | Bildstockgruppe | Gusseisernes Kruzifix auf Steinsockel, flankiert von zwei steinernen Bildstöcken mit Bildnischen, bezeichnet mit „1868“.                                                                                  | D-2-72-139-12 | BW         |

## Ehemalige Baudenkmäler
In diesem Abschnitt sind Objekte aufgeführt, die früher einmal in der Denkmalliste eingetragen waren, jetzt aber nicht mehr. Objekte, die in anderem Zusammenhang – also z. B. als Teil eines Baudenkmals – weiter eingetragen sind, sollen hier nicht aufgeführt werden. Aktennummern in diesem Abschnitt sind ehemalige, jetzt nicht mehr gültige Aktennummern.

| Lage                              | Objekt     | Beschreibung                                                               | Akten-Nr.    | Bild |
| --------------------------------- | ---------- | -------------------------------------------------------------------------- | ------------ | ---- |
| Mitterfirmiansreut Haus Nr. 14 () | Bauernhaus | Erdgeschossiger, verschindelter Blockbau, zweites Viertel 19. Jahrhundert. | D-2-72-139-9 |      |